# 绰尔河
绰尔河（穆麟德轉寫：col bira），是嫩江右岸的一条重要支流，在中国内蒙古自治区东北部。

## 名称
“绰尔”蒙古语，其含义一说为蒙古族的一种乐器“綽爾”，绰尔河意思是波涛声音大的河流；第二种说法是因此河石头多，水流急，俗称“朝鲁”（石头）的音变为绰尔河；第三种解释“绰尔”为蒙古语“穿透”之意。

## 流域
发源于呼伦贝尔市的大兴安岭火燎沟附近，向东南流经兴安盟扎赉特旗，汇入嫩江，全长470千米，流域面积1.72万平方千米。流域降水集中在7、8两月，暴雨较多，年平均流量为54.1立方米每秒，年径流量达21.6亿立方米。因冬季上游融雪少，春汛不明显。
规划在干流上建设库容16.4亿立方米的文得根水库，及其反调节水库绰勒水库。绰勒水库位于绰尔河下游扎赉特旗音德尔镇境内，总库容2.46亿立方米。